# Matang Seuping
Matang Seuping is een bestuurslaag in het regentschap Aceh Tamiang van de provincie Atjeh, Indonesië. Matang Seuping telt 1238 inwoners (volkstelling 2010).